# بني روح
قرية بني روح هي إحدى القرى التابعة لمركز ملوى بمحافظة المنيا في جمهورية مصر العربية. حسب إحصاءات سنة 2006، بلغ إجمالي السكان في بني روح 4100 نسمة، منهم 2061 رجلا و2039 امرأة.